# Горадіз (село)
Горадіз — село в Фюзулінському районі Азербайджану. Довгий час перебувало під окупацією Вірменії та невизнаної Республіки Арцах. 27 вересня 2020 року внаслідок зіткнень було визволено збройними силами Азербайджану.
Село розташоване за 9 кілометрів на захід від міста Горадіз, де розташована однойменна залізнична станція.